# Кёксульдо
Кёксульдо (кор. 격술도?, 撃術道?) — боевое искусство, созданное в Северной Корее, которое практикуется прежде всего в Корейской народной армии. Кексульдо было распространена также в Восточной Европе в государствах бывшего Варшавского пакта. В Корее кёксульдо стоит на вооружении спецподразделений и армии. Мировая федерация кёксульдо (세계실전격술도총본관) состоит из двух гражданских (не военизированных) тоджанов в Южной Корее. Один из тоджанов находится в Инчхон, второй — в городе Чхонан. В отличие от остальных коммерциализированных школ кёксуля, основной упор в этих школах делается на увеличение физической силы и выносливости тела. Современная форма одежды — военный камуфляж с нашивками школы кёксульдо или чёрная форма.

## Возникновение
Этимологически представляет собой сочетание корней кёк — «удар», суль — «искусство», то (-до) — «путь». Боевое искусство кёксульдо произошло от тхэккён и более старой, возникшей в 420 году боевой системы Субак. Боевое искусство разрабатывалось в 1926 при содействии Ким Ир Сена для борьбы против японцев.
Кёксульдо совершенствовался для борьбы против более мускулистых, больших европейцев на войне Кореи 1950—1953. Дальнейшее развитие кёксульдо произошло в течение конфликта с Южной Кореей. Тогда появилась и усовершенствовалась одна из ручных техник — техника грунтовой воды.

## Кёксуль в ГДР
В ГДР кёксульдо появилось в 1988, после того, как генерал-полковник Хорст Штехбарт осуществил трёхнедельный курс в ГДР после переговоров с северокорейской народной армией, во время которого близкие инструкторы борьбы Национальной народной армии (или ННА) обучались кёксульдо. Раньше боевое искусство было уже успешно введено в Польской Народной Республике.
Инструкторы ННА вместе с тем совершенствовали кёксуль как борьбу и вводили систему в целом, прежде всего для десантных подразделений.